# ویلم ژاکوب ون استاکم

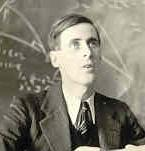

ویلم ژاکوب ون استاکم (به هلندی: Willem Jacob van Stockum) (زادهٔ ۲۰ نوامبر ۱۹۱۰ در هاتام، هلند – درگذشتهٔ ۲۰ می ۱۹۴۴)، ریاضیدانی هلندی بود که نقش مهمی در گسترش‌های اولیه نسبیت عام داشت.
در اواسط دهه ۱۹۳۰ ون استاکم یکی از طرفداران نظریه نسبیت بود. در سال ۱۹۳۷ او مقاله‌ای نوشت که در آن یکی از نخستین پاسخهای کامل معادلات میدان اینشتین ارائه شده بود و به خاط سادگی آن هنوز مثال مهمی به‌شمار می‌رود.